# 復活 (コンピュータゲーム)
コンピュータゲームにおける復活（ふっかつ）とは、ミスなどによってプレイヤーがゲームに参加不可能になった状態から、再度ゲームに参加可能な状態になることを指す俗称である。復活が不可能な場合はゲームオーバーとなる。

## シューティングゲーム・アクションゲームにおける「復活」
シューティングゲームやアクションゲームにおいては、残機を消費するなどして復活が行われる。復活の方式は次の二種に大別される。
1. ステージの始めや特定地点まで巻き戻されてゲームが再スタートする。
2. ゲームが進行を続けたまま（あるいは一時停止して）、ミスした地点に自機が再出現する。

それぞれ俗に戻り復活、その場復活と呼ばれる。
どちらが適用されるかはゲームによって異なる。『ダライアス』『達人王』のように1人プレイ時は戻り復活だが2人同時プレイ時はその場復活となったり、『雷電II』のように1人プレイでも1P側と2P側とで復活方式が異なったり、『大王』のように道中は戻り復活でボス戦はその場復活に変わったりなど、両方式を使い分けているゲームもある。また、『メガブラスト』のように復活方式を設定できるゲームも存在する。

### 復活パターン
パワーアップシステムを採用し、かつ復活時にパワーアップの一部または全部を失うゲームでは、復活したとしても弱体化した状態で敵への対処を強いられることとなる。こうした状態から的確に再ミスを回避しつつパワーアップを行って戦力を立て直す攻略法は、俗に復活パターンと呼ばれる。
ハイスコアラー等による復活パターンの研究・共有は、初期状態とパワーアップ状態との差が著しく、なおかつ戻り復活方式のためパターン化しやすい『グラディウス』において定着したとされる。

### 残機潰し
戻り復活方式のゲームにおいて、ミス地点と再スタート地点との間で高い点数が得られる場合、わざとミスをして得点を繰り返すことがある。これは俗に残機潰しと呼ばれ、原則として残機ボーナス（クリア時点の残機数に応じた追加得点）の無い、またはその区間で得られる点数が残機ボーナスよりも多いゲームでハイスコアを狙うために行われる。
また復活方式を問わず、いわゆるランク（ノーミスプレイ時間やパワーアップ等により上昇する難易度）を下げるため、復活パターンの容易な場所などでわざとミスをすることがあり、これも残機潰しと呼ばれる。

## RPGにおける「復活」
ロールプレイングゲーム(RPG)における復活は、戦闘の敗北（ヒットポイントが0になる）などで行動不能に陥ったキャラクターが、何らかの手段で回復し、行動可能な状態に復帰することを指す。パーティプレイの場合、全員が行動不能に陥るとゲームオーバーとなる（作品によってはペナルティを受けた上で復活する）。

## FPSにおける「復活」
ファーストパーソン・シューティングゲーム(FPS)などのオンライン対戦では、プレイヤーが倒されると、ゲームは進行したまま特定の場所から再スタートとなる。残機制限はなく、強制的な戦線離脱（一定の行動不能時間を伴う場合もある）がミスに対するペナルティとされるのが一般的である。スポーンを参照のこと。